# 李薦廷
李薦廷（1901年—1974年5月16日），字華生。湖北省武昌市人。民國37年（1948年）在漢口市選區當選第一屆立法委員

## 生平[1][2]
- 私立湖北法政專門學校法律系畢業
- 曾任國民參政員，（第二、三、四屆）湘鄂接收敵僞物資淸查團委員，湖北省工業會理事長，漢口市商會理事，制憲國民大會代表，湖北省銀行董事，湖北省臨時參議會參議員，湖北省政府駐渝辦事處主任，財政部復興商業公司常駐監察人，中國國貨銀行常駐監察人，漢口第一紡織公司復工委員會主任委員，漢口泰裕銀行董事長，漢口燧華火柴公司董事長，上海恒利銀行董事長，湖北省紅十字會理事長，漢口特別市工業會理事長等職。
- 民國37年，當選立法委員，曾出席第一屆立法院第一會期經濟及資源委員會、財政及金融委員會、商事法委員會。民國38年，經總統明令通緝，內政部報請註銷立法委員，後於民國49年間行政院奉總統府命令撤銷李薦廷之通緝[3]
- 石門水庫顧問，中華民國全國工業總會常務理事，中華民國商會全國聯合會常務理事，交通銀行監察人。